# Kathleen M. Blee
Kathleen M. Blee (nascuda el 1953) és professora de sociologia Bettye J. i Ralph E. Bailey i degana de la Kenneth P. Dietrich School of Arts and Sciences i del College of General Studies de la Universitat de Pittsburgh.

## Biografia
Blee va completar un B.A. en sociologia amb els màxims honors el 1974 per la Universitat d'Indiana i un M.S. el 1976, i un Ph.D. 1982 (tots dos en sociologia) per la Universitat de Wisconsin–Madison.
Abans d'assumir una posició a la Universitat de Pittsburgh el 1996, va ensenyar sociologia a la Universitat de Kentucky.
Les seves àrees d'interès inclouen gènere, raça i racisme, moviments socials i sociologia de l'espai i el lloc. Els interessos especials inclouen com el gènere influeix en els moviments racistes, inclòs el treball sobre les dones al Ku Klux Klan dels anys vint.

## Publicacions seleccionades
- Blee va completar un B.A. en sociologia amb els màxims honors el 1974 per la Universitat d'Indiana i un M.S. el 1976, i un Ph.D. 1982 (tots dos en sociologia) per la Universitat de Wisconsin–Madison.
- Abans d'assumir una posició a la Universitat de Pittsburgh el 1996, va ensenyar sociologia a la Universitat de Kentucky.
- Dins del racisme organitzat: dones i homes en el moviment de l'odi (2002, University of California Press)
- Feminisme i antiracisme: lluites transnacionals per la justícia (2001, New York University Press, editat amb France Winddance Twine)
- The Road to Poverty: The Making of Wealth and Hardship in Appalachia (2000, Cambridge University Press, escrit amb Dwight Billings
- No Middle Ground: Women & Radical Protest (1998, New York University Press, editor)
- Women of The Klan: Racism and Gender in the 1920s (1991, New York University Press)